# Antonique Smith
Antonique Smith (East Orange, 11 agosto 1983) è un'attrice e cantante statunitense.

## Carriera

### Come attrice
Il primo ruolo importante è Mimi in Rent, un musical di Broadway diretto da Jonathan Larson; successivamente interpreta Elphaba in Wiked, un altro musical di Broadway.
Il suo esordio nel cinema avviene nel 2007, con una partecipazione ad Across the Universe, film nominato al Golden Globe. Nello stesso periodo avviene anche l'esordio televisivo, dove l'attrice partecipa ad alcune puntate delle serie televisive Law & Order e 100 Centre Street.
Il secondo film a cui partecipa è Notorious B.I.G., film biografico sulla vita del rapper afroamericano The Notorious B.I.G., in cui Smith interpreta il ruolo di Faith Evans, moglie del defunto artista.

### Come cantante
Attualmente sta lavorando al suo primo album, e si sta esibendo in alcuni locali di New York con Chris Noth.

## Filmografia parziale

### Cinema
- Across the Universe, regia di Julie Taymor (2007)
- Notorious B.I.G. (Notorious), regia di George Tillman Jr. (2009)
- Abduction - Riprenditi la tua vita (Abduction), regia di John Singleton (2011)

### Televisione
- Luke Cage - serie TV, 8 episodi (2018)
- Chicago P.D. - serie TV, episodio 5x19 (2018)
- Genius – miniserie TV, 3 puntate (2021)

## Doppiatrici italiane
Nelle versioni in italiano delle opere in cui ha recitato, Antonique Smith è stata doppiata da:
- Domitilla D'Amico in Notorious B.I.G., Luke Cage
- Francesca Fiorentini in Genius